# Jean Bernard Bossu
Jean Bernard Bossu (geb.  29. September 1720 in Baigneux-les-Juifs, gest. 1792 in Montbard) war ein  Kapitän in der französischen Marine, Abenteurer und Forschungsreisender. Er reiste mehrfach nach Neufrankreich, wo er die Regionen entlang des Mississippi erforschte.

## Leben und Werk
Bossu stammte aus einer Familie von Ärzten, schlug selbst aber eine militärische Laufbahn ein. 1744 zeichnete er sich bei der Belagerung von Chateau-Queyras aus und wurde dafür zum Leutnant befördert. Später wurde er Kapitän in den französischen Seestreitkräften.
Bossu war Mitglied einer Militärexpedition, die 1750 als Verstärkung nach New Orleans beordert wurde. Die Flotte brach am 26. Dezember in Frankreich auf und erreichte Mitte Februar  Cap François in der französischen Kolonie Saint-Domingue. Nach einem kurzen Aufenthalt reiste sie am 8. März nach New Orleans, wo sie Anfang April eintraf. In den folgenden Jahren erforschte er den Mississippi bis hinein nach Illinois und den Unterlauf des Arkansas. Von den Quapaw, mit denen er eine Zeitlang lebte, wurde er zu einem Mitglied ihres Stammes ernannt. 1757 kehrte er nach Frankreich zurück und wurde noch im gleichen Jahr zurück nach New Orleans beordert. Dort entsandte ihn der Gouverneur Louis Billouart nach Fort Toulouse des Alibamons an der Ostgrenze der französischen Kolonie Louisiana und 1759 nach Fort Tombecbe. Im Januar 1763 kehrte Bossu nach Frankreich zurück. In Frankreich wurde er später für sechs Wochen inhaftiert, da er, als er nach Fort Toulouse entsandt worden war, den Gouverneur dafür kritisiert hatte, dass dieser das Kommando einem weniger erfahrenen Offizier anstatt ihm übergab.
1770 reiste Bossu zum dritten und letzten Mal nach Louisiana, das aufgrund des Franzosen- und Indianerkrieges inzwischen nicht mehr zum französischen Kolonialreich gehörte und besuchte dort die Quapaw.
1771 kehrte er von seiner letzten Reise in die Neue Welt nach Frankreich zurück und ließ sich dann in Burgund nieder. Er lebte eine Zeitlang in Auxerre und später bei einem Neffen in Aisey-sur-Seine und verstarb schließlich 1792 in Montbard.
Zu seinen ersten beiden Reisen verfasste Bossu ausführliche Berichte in Form von Briefen, die er dann Jahre später nach seiner Rückkehr nach Frankreich 1768 veröffentlichte. Die Eindrücke seiner dritten Reise veröffentlichte er 1777. Bossu erweist sich als aufmerksamer Beobachter, und seine Schilderungen von New Orleans, der französischen Kolonie und der ihn ihr lebenden Indianerstämme sind eine bedeutende zeitgenössische Quelle für Historiker und Ethnologen.

## Werke

### Originalpublikationen
- Nouveaux Voyages aux Indes Occidentales (1768)
- Nouveaux voyage dans l’Amérique septentrionale (1777)

### Später edierte Ausgaben und Übersetzungen
- Philippe Jacquin (Hrsg.): Nouveaux Voyages en Louisiane 1751–1768. Aubier Montaigne, Paris, 1994.
- Seymour Feiler: Jean Bernard Bossu’s Travels in the Interior of North America, 1751–1762. University of Oklahoma Press, 1962
- Samuel Dickinson: New Travels in North America by Jean-Bernard Bossu, 1770–1771. Northwestern State University, 1982.